# Scope (Rapper)

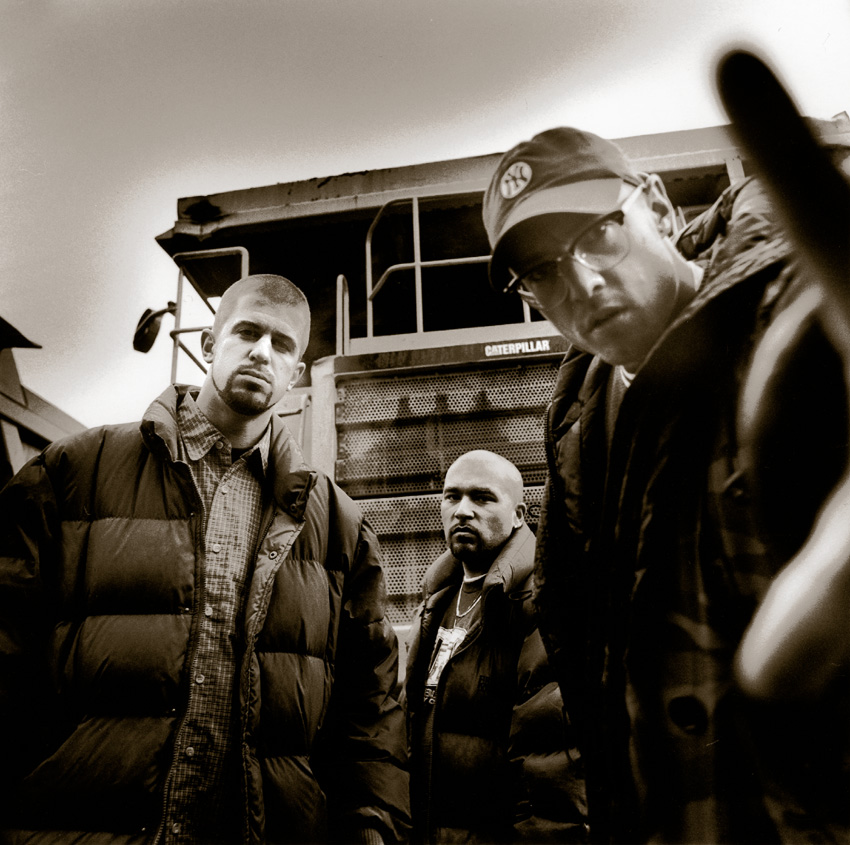
Scope (rechts) mit STF 1999

Scope (auch: Scopemann; eigentlich: Jens Kameke; * 1969 in Köln) ist ein deutscher Rapper, DJ und ehemaliger Fernsehmoderator.
Jens Kameke erlernte den Beruf des elektrotechnischen Assistenten. Anfang der 1990er Jahre wurde er Rapper bei der Gruppe Rude Poets, danach bei STF (zusammen mit Fast Forward und Tuareg). Nach einem Casting wurde er einer der Moderatoren der Hip-Hop-Sendung Freestyle des Senders VIVA. Nach dieser Zeit war er Kurzzeitig bei der EMI Electrola als Betreuer der Blackmusic-Sparte angestellt. Er wechselte als Redakteur wieder zu VIVA zurück, diesmal für die Sendung Word Cup. Seit dieser Zeit ist er auch zusammen mit DJ Defcon als Funk/Soul-DJ-Team Disco Diamant unterwegs.
Seit 2012 arbeitet er als Project-Manager bei der Kölner Werbeagentur Vision UnLTD.